# Groupe A de la Ligue des champions masculine de l'EHF 2015-2016
Navigation
2014-2015 2016-2017
Cet article détaille les matchs du Groupe A de la phase de groupe de la Ligue des champions 2015-2016 de handball organisée par la Fédération européenne de handball du 16 septembre 2015 au 6 mars 2016.
L'équipe terminant première sa poule est directement qualifiée pour les quarts de finale, les équipes classées de la 2e à la 6e place sont qualifiées pour les huitièmes de finale et les équipes classées aux 7e et 8e places sont éliminées. 

## Classement
|   | Équipe                 | Pts | J  | G  | N | P  | Bp  | Bc  | Diff |  | Résultats (dom.\ext.)  |       |       |       |       |       |       |       |       |
| - | ---------------------- | --- | -- | -- | - | -- | --- | --- | ---- |  | ---------------------- | ----- | ----- | ----- | ----- | ----- | ----- | ----- | ----- |
| 1 | Paris Saint-Germain    | 24  | 14 | 12 | 0 | 2  | 442 | 389 | 53   |  | Paris Saint-Germain    |       | 29-27 | 35-32 | 37-30 | 34-23 | 29-24 | 32-27 | 40-28 |
| 2 | Veszprém KSE           | 23  | 14 | 11 | 1 | 2  | 402 | 364 | 38   |  | Veszprém KSE           | 28-20 |       | 28-24 | 29-27 | 27-25 | 27-25 | 34-28 | 33-25 |
| 3 | SG Flensburg-Handewitt | 20  | 14 | 10 | 0 | 3  | 429 | 380 | 49   |  | SG Flensburg-Handewitt | 39-32 | 28-29 |       | 37-27 | 28-27 | 27-25 | 30-20 | 33-25 |
| 4 | THW Kiel               | 17  | 14 | 8  | 1 | 5  | 400 | 388 | 12   |  | THW Kiel               | 26-30 | 25-24 | 27-23 |       | 31-29 | 26-24 | 35-32 | 32-21 |
| 5 | RK Zagreb              | 11  | 14 | 5  | 1 | 8  | 358 | 367 | -9   |  | RK Zagreb              | 23-25 | 20-21 | 23-30 | 29-22 |       | 29-25 | 24-23 | 32-26 |
| 6 | Wisła Płock            | 8   | 14 | 3  | 2 | 9  | 372 | 397 | -25  |  | Wisła Płock            | 22-27 | 27-27 | 30-34 | 23-37 | 23-23 |       | 26-31 | 32-26 |
| 7 | RK Celje               | 7   | 14 | 3  | 1 | 10 | 385 | 398 | -13  |  | RK Celje               | 30-32 | 27-30 | 26-30 | 23-23 | 20-21 | 25-28 |       | 43-29 |
| 8 | Beşiktaş JK            | 2   | 14 | 1  | 0 | 13 | 382 | 487 | -105 |  | Beşiktaş JK            | 30-40 | 34-38 | 26-34 | 27-32 | 32-30 | 29-38 | 24-30 |       |

| Légende liée au classement - Qualifié pour les quarts de finale - Qualifié pour les huitièmes de finale - Éliminé de la compétition | Légende liée aux scores - Victoire à domicile - Match nul - Défaite à domicile |

## Détail des matchs

### Journée 1
| 17 septembre 2015 19h00 | RK Zagreb           | 29 – 22   | THW Kiel      | Arena Zagreb, Zagreb Affluence : 8 600 Arbitrage : Mažeika, Gatelis |
| 17 septembre 2015 19h00 | Horvat, Stepančić 6 | (13 – 11) | Rune Dahmke 9 | Arena Zagreb, Zagreb Affluence : 8 600 Arbitrage : Mažeika, Gatelis |
| 17 septembre 2015 19h00 | ×3 ×7 ×1            | Rapport   | ×3 ×5         | Arena Zagreb, Zagreb Affluence : 8 600 Arbitrage : Mažeika, Gatelis |

| 19 septembre 2015 16h00 | Wisła Płock   | 27 – 27   | Veszprém KSE      | Orlen Arena, Płock Affluence : 5 467 Arbitrage : Jurinović, Mrvica |
| 19 septembre 2015 16h00 | Tiago Rocha 9 | (11 – 13) | Marguč, Nilsson 6 | Orlen Arena, Płock Affluence : 5 467 Arbitrage : Jurinović, Mrvica |
| 19 septembre 2015 16h00 | ×3 ×2         | Rapport   | ×3 ×2             | Orlen Arena, Płock Affluence : 5 467 Arbitrage : Jurinović, Mrvica |

| 19 septembre 2015 17h30 | Flensburg-Handewitt | 39 – 32   | Paris Saint-Germain | Flens-Arena, Flensbourg Affluence : 5 800 Arbitrage : Gjeding, Hansen |
| 19 septembre 2015 17h30 | Anders Eggert 13    | (21 – 16) | Mikkel Hansen 9     | Flens-Arena, Flensbourg Affluence : 5 800 Arbitrage : Gjeding, Hansen |
| 19 septembre 2015 17h30 | ×2 ×9               | Rapport   | ×3 ×4               | Flens-Arena, Flensbourg Affluence : 5 800 Arbitrage : Gjeding, Hansen |

| 19 septembre 2015 18h00 | Beşiktaş JK    | 24 – 30   | RK Celje     | Süleyman Seba Sport Complex, Istanbul Affluence : 2 000 Arbitrage : Geipel, Helbig |
| 19 septembre 2015 18h00 | Ramazan Döne 7 | (13 – 13) | Žiga Mlaka 7 | Süleyman Seba Sport Complex, Istanbul Affluence : 2 000 Arbitrage : Geipel, Helbig |
| 19 septembre 2015 18h00 | ×3 ×4          | Rapport   | ×1 ×5 ×1     | Süleyman Seba Sport Complex, Istanbul Affluence : 2 000 Arbitrage : Geipel, Helbig |

### Journée 2
| 26 septembre 2015 17h30 | Veszprém KSE | 28 - 23   | Flensburg-Handewitt | Veszprém Aréna, Veszprém Affluence : 5 019 Arbitrage : Zotin, Volodkov |
| 26 septembre 2015 17h30 | Momir Ilić 9 | (15 - 14) | Anders Eggert 7     | Veszprém Aréna, Veszprém Affluence : 5 019 Arbitrage : Zotin, Volodkov |
| 26 septembre 2015 17h30 | ×3 ×1        | Rapport   | ×3 ×2               | Veszprém Aréna, Veszprém Affluence : 5 019 Arbitrage : Zotin, Volodkov |

| 26 septembre 2015 20h00 | RK Celje    | 20 - 21  | RK Zagreb           | Zlatorog Arena, Celje Affluence : 4 300 Arbitrage : Nikolić, Stojković |
| 26 septembre 2015 20h00 | 4 joueurs 3 | (10 - 9) | Antonio Kovačević 4 | Zlatorog Arena, Celje Affluence : 4 300 Arbitrage : Nikolić, Stojković |
| 26 septembre 2015 20h00 | ×3 ×4       | Rapport  | ×3 ×8               | Zlatorog Arena, Celje Affluence : 4 300 Arbitrage : Nikolić, Stojković |

| 27 septembre 2015 17h00 | Paris Saint-Germain | 29 – 24   | Wisła Płock        | Halle Georges-Carpentier, Paris Affluence : 2 500 Arbitrage : Stoļarovs, Līcis |
| 27 septembre 2015 17h00 | Nikola Karabatic 7  | (16 - 13) | Rocha, Zhitnikov 5 | Halle Georges-Carpentier, Paris Affluence : 2 500 Arbitrage : Stoļarovs, Līcis |
| 27 septembre 2015 17h00 | ×2 ×5 ×1            | Rapport   | ×2 ×6              | Halle Georges-Carpentier, Paris Affluence : 2 500 Arbitrage : Stoļarovs, Līcis |

| 27 septembre 2015 19h30 | THW Kiel        | 32 - 21   | Beşiktaş JK    | Sparkassen-Arena, Kiel Affluence : 8 200 Arbitrage : Hansen, Pettersen |
| 27 septembre 2015 19h30 | trois joueurs 6 | (16 - 12) | Ramazan Döne 5 | Sparkassen-Arena, Kiel Affluence : 8 200 Arbitrage : Hansen, Pettersen |
| 27 septembre 2015 19h30 | ×3              | Rapport   | ×3 ×6          | Sparkassen-Arena, Kiel Affluence : 8 200 Arbitrage : Hansen, Pettersen |

### Journée 3
| 3 octobre 2015 16h00 | RK Celje      | 25 - 28   | Wisła Płock         | Zlatorog Arena, Celje Affluence : 3 000 Arbitrage : Brunovsky, Čanda |
| 3 octobre 2015 16h00 | Žiga Mlakar 6 | (10 - 17) | Dimitri Zhitnikov 5 | Zlatorog Arena, Celje Affluence : 3 000 Arbitrage : Brunovsky, Čanda |
| 3 octobre 2015 16h00 | ×1 ×2         | Rapport   | ×3 ×4               | Zlatorog Arena, Celje Affluence : 3 000 Arbitrage : Brunovsky, Čanda |

| 3 octobre 2015 17h30 | THW Kiel        | 27 – 23   | Flensburg-Handewitt | Sparkassen-Arena, Kiel Affluence : 10 285 Arbitrage : Horáček, Novotný |
| 3 octobre 2015 17h30 | Joan Cañellas 7 | (14 - 13) | Holger Glandorf 5   | Sparkassen-Arena, Kiel Affluence : 10 285 Arbitrage : Horáček, Novotný |
| 3 octobre 2015 17h30 | ×3 ×1           | Rapport   | ×3 ×4               | Sparkassen-Arena, Kiel Affluence : 10 285 Arbitrage : Horáček, Novotný |

| 3 octobre 2015 18h00 | Beşiktaş JK    | 30 - 40   | Paris Saint-Germain | Süleyman Seba Sport Complex, Istanbul Affluence : 850 Arbitrage : Pandžić, Mošorinski |
| 3 octobre 2015 18h00 | Ramazan Döne 7 | (17 - 21) | Mikkel Hansen 10    | Süleyman Seba Sport Complex, Istanbul Affluence : 850 Arbitrage : Pandžić, Mošorinski |
| 3 octobre 2015 18h00 | ×3 ×4          | Rapport   | ×3                  | Süleyman Seba Sport Complex, Istanbul Affluence : 850 Arbitrage : Pandžić, Mošorinski |

| 3 octobre 2015 20h00 | RK Zagreb          | 20 - 21  | Veszprém KSE    | Arena Zagreb, Zagreb Affluence : 15 200 Arbitrage : Gjeding, Hansen |
| 3 octobre 2015 20h00 | Domagoj Pavlović 6 | (10 - 9) | Gašper Marguč 8 | Arena Zagreb, Zagreb Affluence : 15 200 Arbitrage : Gjeding, Hansen |
| 3 octobre 2015 20h00 | ×3 ×9              | Rapport  | ×2 ×5 ×1        | Arena Zagreb, Zagreb Affluence : 15 200 Arbitrage : Gjeding, Hansen |

### Journée 4
| 10 octobre 2015 20h45 | Wisła Płock        | 23 - 27  | THW Kiel         | Orlen Arena, Płock Affluence : 5 400 Arbitrage : Johansson, Kliko |
| 10 octobre 2015 20h45 | Daszek, Nikčević 4 | (8 - 18) | Joan Cañellas 10 | Orlen Arena, Płock Affluence : 5 400 Arbitrage : Johansson, Kliko |
| 10 octobre 2015 20h45 | ×3 ×4              | Rapport  | ×3 ×6            | Orlen Arena, Płock Affluence : 5 400 Arbitrage : Johansson, Kliko |

| 11 octobre 2015 15h00 | Veszprém KSE | 33 - 25   | Beşiktaş JK   | Veszprém Aréna, Veszprém Affluence : 5 000 Arbitrage : Khalid Sami, Saïd Bounouara |
| 11 octobre 2015 15h00 | Momir Ilić 9 | (17 - 12) | Darko Đukić 6 | Veszprém Aréna, Veszprém Affluence : 5 000 Arbitrage : Khalid Sami, Saïd Bounouara |
| 11 octobre 2015 15h00 | ×3 ×2        | Rapport   | ×2 ×4         | Veszprém Aréna, Veszprém Affluence : 5 000 Arbitrage : Khalid Sami, Saïd Bounouara |

| 11 octobre 2015 17h00 | Paris Saint-Germain | 34 - 23  | RK Zagreb           | Halle Georges-Carpentier, Paris Affluence : 2 800 Arbitrage : Geipel, Helbig |
| 11 octobre 2015 17h00 | Mikkel Hansen 10    | (18 - 8) | Antonio Kovačević 5 | Halle Georges-Carpentier, Paris Affluence : 2 800 Arbitrage : Geipel, Helbig |
| 11 octobre 2015 17h00 | ×3 ×2               | Rapport  | ×3 ×4               | Halle Georges-Carpentier, Paris Affluence : 2 800 Arbitrage : Geipel, Helbig |

| 11 octobre 2015 17h00 | Flensburg-Handewitt | 30 - 20   | RK Celje    | Flens-Arena, Flensbourg Affluence : 4 800 Arbitrage : López, Ramírez |
| 11 octobre 2015 17h00 | Anders Eggert 8     | (13 - 10) | Šime Ivić 4 | Flens-Arena, Flensbourg Affluence : 4 800 Arbitrage : López, Ramírez |
| 11 octobre 2015 17h00 | ×3 ×4               | Rapport   | ×2 ×5       | Flens-Arena, Flensbourg Affluence : 4 800 Arbitrage : López, Ramírez |

### Journée 5
| 14 octobre 2015 19h00 | Flensburg-Handewitt | 30 - 25   | Beşiktaş JK    | Flens-Arena, Flensbourg Affluence : 4 307 Arbitrage : Baranowski, Lemanowicz |
| 14 octobre 2015 19h00 | Anders Eggert 10    | (16 - 14) | Ramazan Döne 7 | Flens-Arena, Flensbourg Affluence : 4 307 Arbitrage : Baranowski, Lemanowicz |
| 14 octobre 2015 19h00 | ×3                  | Rapport   | ×1 ×2          | Flens-Arena, Flensbourg Affluence : 4 307 Arbitrage : Baranowski, Lemanowicz |

| 17 octobre 2015 15h15 | Veszprém KSE   | 29 - 27   | THW Kiel          | Veszprém Aréna, Veszprém Affluence : 5 019 Arbitrage : López, Ramírez |
| 17 octobre 2015 15h15 | Gulyás, Ilić 5 | (17 - 15) | Domagoj Duvnjak 7 | Veszprém Aréna, Veszprém Affluence : 5 019 Arbitrage : López, Ramírez |
| 17 octobre 2015 15h15 | ×3 ×6          | Rapport   | ×3 ×6             | Veszprém Aréna, Veszprém Affluence : 5 019 Arbitrage : López, Ramírez |

| 17 octobre 2015 20h00 | RK Zagreb        | 29 - 25   | Wisła Płock         | Arena Zagreb, Zagreb Affluence : 10 000 Arbitrage : Horáček, Novotný |
| 17 octobre 2015 20h00 | Luka Stepančić 8 | (13 - 13) | Nemanja Zelenović 8 | Arena Zagreb, Zagreb Affluence : 10 000 Arbitrage : Horáček, Novotný |
| 17 octobre 2015 20h00 | ×3 ×7            | Rapport   | ×2 ×3               | Arena Zagreb, Zagreb Affluence : 10 000 Arbitrage : Horáček, Novotný |

| 18 octobre 2015 17h00 | RK Celje    | 30 - 32   | Paris Saint-Germain | Zlatorog Arena, Celje Affluence : 4 650 Arbitrage : Santos, Fonseca |
| 18 octobre 2015 17h00 | Šime Ivić 8 | (15 - 16) | Nikola Karabatic 9  | Zlatorog Arena, Celje Affluence : 4 650 Arbitrage : Santos, Fonseca |
| 18 octobre 2015 17h00 | ×3 ×9       | Rapport   | ×3                  | Zlatorog Arena, Celje Affluence : 4 650 Arbitrage : Santos, Fonseca |

### Journée 6
| 21 octobre 2015 18h45 | THW Kiel          | 35 - 32   | RK Celje    | Sparkassen-Arena, Kiel Affluence : 8 537 Arbitrage : Nikolov, Nachevski |
| 21 octobre 2015 18h45 | Domagoj Duvnjak 8 | (16 - 14) | Blaž Janc 7 | Sparkassen-Arena, Kiel Affluence : 8 537 Arbitrage : Nikolov, Nachevski |
| 21 octobre 2015 18h45 | ×3                | Rapport   | ×3 ×5       | Sparkassen-Arena, Kiel Affluence : 8 537 Arbitrage : Nikolov, Nachevski |

| 24 octobre 2015 18h00 | Beşiktaş JK     | 32 - 30   | RK Zagreb        | Süleyman Seba Sport Complex, Istanbul Affluence : 1 026 Arbitrage : Dentz, Reibel |
| 24 octobre 2015 18h00 | Ramazan Döne 10 | (17 - 13) | Luka Stepančić 7 | Süleyman Seba Sport Complex, Istanbul Affluence : 1 026 Arbitrage : Dentz, Reibel |
| 24 octobre 2015 18h00 | ×3              | Rapport   | ×3 ×2            | Süleyman Seba Sport Complex, Istanbul Affluence : 1 026 Arbitrage : Dentz, Reibel |

| 25 octobre 2015 17h00 | Paris Saint-Germain | 29 - 27   | Veszprém KSE      | Halle Georges-Carpentier, Paris Affluence : 4 800 Arbitrage : Elíasson, Pálsson |
| 25 octobre 2015 17h00 | Mikkel Hansen 11    | (16 - 12) | Aron Pálmarsson 7 | Halle Georges-Carpentier, Paris Affluence : 4 800 Arbitrage : Elíasson, Pálsson |
| 25 octobre 2015 17h00 | ×3 ×1               | Rapport   | ×3 ×6             | Halle Georges-Carpentier, Paris Affluence : 4 800 Arbitrage : Elíasson, Pálsson |

| 25 octobre 2015 18h00 | Wisła Płock        | 30 - 34   | Flensburg-Handewitt | Orlen Arena, Płock Affluence : 4 500 Arbitrage : Pichon, Reveret |
| 25 octobre 2015 18h00 | Marko Tarabochia 5 | (13 - 17) | Rasmus Lauge 9      | Orlen Arena, Płock Affluence : 4 500 Arbitrage : Pichon, Reveret |
| 25 octobre 2015 18h00 | ×3 ×1              | Rapport   | ×3 ×5               | Orlen Arena, Płock Affluence : 4 500 Arbitrage : Pichon, Reveret |

### Journée 7
| 11 novembre 2015 19h00 | Flensburg-Handewitt | 28 – 27   | RK Zagreb          | Flens-Arena, Flensbourg Affluence : 4 587 Arbitrage : Dinu, Din |
| 11 novembre 2015 19h00 | Kentin Mahé 8       | (12 – 13) | Domagoj Pavlović 9 | Flens-Arena, Flensbourg Affluence : 4 587 Arbitrage : Dinu, Din |
| 11 novembre 2015 19h00 | ×3                  | Rapport   | ×3 ×5              | Flens-Arena, Flensbourg Affluence : 4 587 Arbitrage : Dinu, Din |

| 12 novembre 2015 18h45 | THW Kiel      | 26 – 30   | Paris Saint-Germain  | Sparkassen-Arena, Kiel Affluence : 10 040 Arbitrage : Krstič, Ljubič |
| 12 novembre 2015 18h45 | Marko Vujin 5 | (10 – 16) | Sergiy Onufryienko 7 | Sparkassen-Arena, Kiel Affluence : 10 040 Arbitrage : Krstič, Ljubič |
| 12 novembre 2015 18h45 | ×3            | Rapport   | ×3 ×5                | Sparkassen-Arena, Kiel Affluence : 10 040 Arbitrage : Krstič, Ljubič |

| 14 novembre 2015 16h00 | Wisła Płock          | 32 – 26   | Beşiktaş JK   | Orlen Arena, Płock Affluence : 4 150 Arbitrage : Gjeding, Hansen |
| 14 novembre 2015 16h00 | Mateusz Piechowski 5 | (15 – 12) | Darko Đukić 9 | Orlen Arena, Płock Affluence : 4 150 Arbitrage : Gjeding, Hansen |
| 14 novembre 2015 16h00 | ×2 ×5                | Rapport   | ×2 ×1         | Orlen Arena, Płock Affluence : 4 150 Arbitrage : Gjeding, Hansen |

| 15 novembre 2015 15h00 | RK Celje      | 27 – 30   | Veszprém KSE   | Zlatorog Arena, Celje Affluence : 4 500 Arbitrage : Stark, Ştefan |
| 15 novembre 2015 15h00 | Luka Žvižej 6 | (11 – 17) | Renato Sulić 8 | Zlatorog Arena, Celje Affluence : 4 500 Arbitrage : Stark, Ştefan |
| 15 novembre 2015 15h00 | ×3 ×5         | Rapport   | ×3 ×4          | Zlatorog Arena, Celje Affluence : 4 500 Arbitrage : Stark, Ştefan |

### Journée 8
| 21 novembre 2015 16h00 | Veszprém KSE   | 34 – 28   | RK Celje        | Veszprém Aréna, Veszprém Affluence : 5 019 Arbitrage : Kurtagic, Wetterwik |
| 21 novembre 2015 16h00 | Renato Sulić 8 | (17 – 15) | Ivić, Zarabec 6 | Veszprém Aréna, Veszprém Affluence : 5 019 Arbitrage : Kurtagic, Wetterwik |
| 21 novembre 2015 16h00 | ×3 ×2          | Rapport   | ×3              | Veszprém Aréna, Veszprém Affluence : 5 019 Arbitrage : Kurtagic, Wetterwik |

| 21 novembre 2015 17h00 | Beşiktaş JK    | 29 – 38   | Wisła Płock         | Sinan Erdem Dome, Istanbul Affluence : 250 Arbitrage : Pichon, Reveret |
| 21 novembre 2015 17h00 | Ramazan Döne 9 | (15 – 19) | Dimitri Zhitnikov 7 | Sinan Erdem Dome, Istanbul Affluence : 250 Arbitrage : Pichon, Reveret |
| 21 novembre 2015 17h00 | ×3 ×5          | Rapport   | ×2 ×5               | Sinan Erdem Dome, Istanbul Affluence : 250 Arbitrage : Pichon, Reveret |

| 21 novembre 2015 19h00 | RK Zagreb      | 23 – 30   | SG Flensburg-Handewitt | Arena Zagreb, Zagreb Affluence : 9 000 Arbitrage : Stoļarovs, Līcis |
| 21 novembre 2015 19h00 | Luka Sebetić 8 | (10 – 15) | Lasse Svan Hansen 7    | Arena Zagreb, Zagreb Affluence : 9 000 Arbitrage : Stoļarovs, Līcis |
| 21 novembre 2015 19h00 | ×2             | Rapport   | ×3 ×4 ×1               | Arena Zagreb, Zagreb Affluence : 9 000 Arbitrage : Stoļarovs, Līcis |

| 21 novembre 2015 20h45 | Paris Saint-Germain | 37 – 30   | THW Kiel           | Halle Georges-Carpentier, Paris Affluence : 3 400 Arbitrage : Nikolov, Nachevski |
| 21 novembre 2015 20h45 | Nikola Karabatic 8  | (18 – 12) | Dissinger, Vujin 6 | Halle Georges-Carpentier, Paris Affluence : 3 400 Arbitrage : Nikolov, Nachevski |
| 21 novembre 2015 20h45 | ×3 ×6               | Rapport   | ×3 ×4              | Halle Georges-Carpentier, Paris Affluence : 3 400 Arbitrage : Nikolov, Nachevski |

### Journée 9
| 25 novembre 2015 18h30 | SG Flensburg-Handewitt | 27 – 25   | Wisła Płock         | Flens-Arena, Flensbourg Affluence : 4 367 Arbitrage : Togstad, Kristiansen |
| 25 novembre 2015 18h30 | Rasmus Lauge 11        | (13 – 11) | Dimitri Zhitnikov 6 | Flens-Arena, Flensbourg Affluence : 4 367 Arbitrage : Togstad, Kristiansen |
| 25 novembre 2015 18h30 | ×3                     | Rapport   | ×3                  | Flens-Arena, Flensbourg Affluence : 4 367 Arbitrage : Togstad, Kristiansen |

| 26 novembre 2015 19h00 | RK Zagreb      | 32 – 26   | Beşiktaş JK   | Arena Zagreb, Zagreb Affluence : 5 000 Arbitrage : Kaveshnikov, Plotnikov |
| 26 novembre 2015 19h00 | Stefan Vujić 9 | (14 – 11) | Darko Đukić 7 | Arena Zagreb, Zagreb Affluence : 5 000 Arbitrage : Kaveshnikov, Plotnikov |
| 26 novembre 2015 19h00 | ×3 ×4          | Rapport   | ×3 ×4         | Arena Zagreb, Zagreb Affluence : 5 000 Arbitrage : Kaveshnikov, Plotnikov |

| 28 novembre 2015 15h00 | Veszprém KSE  | 28 – 20   | Paris Saint-Germain | Veszprém Aréna, Veszprém Affluence : 5 019 Arbitrage : Gousko, Repkin |
| 28 novembre 2015 15h00 | Momir Ilić 10 | (16 – 14) | Daniel Narcisse 4   | Veszprém Aréna, Veszprém Affluence : 5 019 Arbitrage : Gousko, Repkin |
| 28 novembre 2015 15h00 | ×3            | Rapport   | ×3                  | Veszprém Aréna, Veszprém Affluence : 5 019 Arbitrage : Gousko, Repkin |

| 28 novembre 2015 17h30 | RK Celje               | 23 – 23   | THW Kiel      | Zlatorog Arena, Celje Affluence : 3 700 Arbitrage : Zotin, Volodkov |
| 28 novembre 2015 17h30 | Šime Ivić, Blaž Janc 4 | (14 – 14) | Rune Dahmke 5 | Zlatorog Arena, Celje Affluence : 3 700 Arbitrage : Zotin, Volodkov |
| 28 novembre 2015 17h30 | ×3 ×5 ×1               | Rapport   | ×3 ×6 ×1      | Zlatorog Arena, Celje Affluence : 3 700 Arbitrage : Zotin, Volodkov |

### Journée 10
| 6 décembre 2015 14h15 | THW Kiel      | 25 - 24   | Veszprém KSE  | Sparkassen-Arena, Kiel Affluence : 9 870 Arbitrage : Nikolic, Stojkovic |
| 6 décembre 2015 14h15 | Marko Vujin 8 | (11 - 12) | László Nagy 6 | Sparkassen-Arena, Kiel Affluence : 9 870 Arbitrage : Nikolic, Stojkovic |
| 6 décembre 2015 14h15 | ×3 ×2         | Rapport   | ×3 ×4         | Sparkassen-Arena, Kiel Affluence : 9 870 Arbitrage : Nikolic, Stojkovic |

| 6 décembre 2015 17h00 | Paris Saint-Germain | 32 - 27   | RK Celje              | Halle Georges-Carpentier, Paris Affluence : 2 600 Arbitrage : Baumgart, Wild |
| 6 décembre 2015 17h00 | Mikkel Hansen 9     | (17 - 12) | Blagotinšek, Mlakar 5 | Halle Georges-Carpentier, Paris Affluence : 2 600 Arbitrage : Baumgart, Wild |
| 6 décembre 2015 17h00 | ×3 ×1               | Rapport   | ×3 ×2                 | Halle Georges-Carpentier, Paris Affluence : 2 600 Arbitrage : Baumgart, Wild |

| 5 décembre 2015 20h30 | Wisła Płock     | 23 - 23   | RK Zagreb      | Orlen Arena, Płock Affluence : 5 300 Arbitrage : Dobrovits, Tajok |
| 5 décembre 2015 20h30 | Toledo, Rocha 6 | (11 - 12) | Stefan Vujić 6 | Orlen Arena, Płock Affluence : 5 300 Arbitrage : Dobrovits, Tajok |
| 5 décembre 2015 20h30 | ×2 ×4           | Rapport   | ×2 ×7          | Orlen Arena, Płock Affluence : 5 300 Arbitrage : Dobrovits, Tajok |

| 6 décembre 2015 20h30 | Beşiktaş JK     | 26 - 34   | Flensburg-Handewitt | Süleyman Seba Sport Complex, Istanbul Affluence : 350 Arbitrage : Mazeika, Gatelis |
| 6 décembre 2015 20h30 | Tolga Özbahar 8 | (16 - 17) | Holger Glandorf 10  | Süleyman Seba Sport Complex, Istanbul Affluence : 350 Arbitrage : Mazeika, Gatelis |
| 6 décembre 2015 20h30 | ×3 ×2           | Rapport   | ×3 ×5               | Süleyman Seba Sport Complex, Istanbul Affluence : 350 Arbitrage : Mazeika, Gatelis |

### Journée 11
| 10 février 2016 18h45 | RK Zagreb           | 23 - 25   | Paris Saint-Germain | Arena Zagreb, Zagreb Affluence : 15 200 Arbitrage : Togstad, Kristiansen |
| 10 février 2016 18h45 | Stipe Mandalinić, 5 | (10 - 15) | Mikkel Hansen, 7    | Arena Zagreb, Zagreb Affluence : 15 200 Arbitrage : Togstad, Kristiansen |
| 10 février 2016 18h45 | ×3 ×2               | Rapport   | ×3 ×1               | Arena Zagreb, Zagreb Affluence : 15 200 Arbitrage : Togstad, Kristiansen |

| 13 février 2016 16h00 | Wisła Płock    | 26 - 31   | RK Celje     | Orlen Arena, Płock Affluence : 4 500 Arbitrage : Geipel, Helbig |
| 13 février 2016 16h00 | Tiago Rocha, 7 | (12 - 17) | Blaž Janc, 8 | Orlen Arena, Płock Affluence : 4 500 Arbitrage : Geipel, Helbig |
| 13 février 2016 16h00 | ×2 ×3          | Rapport   | ×3 ×7 ×1     | Orlen Arena, Płock Affluence : 4 500 Arbitrage : Geipel, Helbig |

| 13 février 2016 18h00 | Beşiktaş JK   | 34 - 38   | Veszprém KSE         | Süleyman Seba Sport Complex, Istanbul Affluence : 350 Arbitrage : Pandžić, Šatordžija |
| 13 février 2016 18h00 | Darko Đukić 8 | (15 - 21) | Nilsson, Slišković 6 | Süleyman Seba Sport Complex, Istanbul Affluence : 350 Arbitrage : Pandžić, Šatordžija |
| 13 février 2016 18h00 | ×3 ×4         | Rapport   | ×3                   | Süleyman Seba Sport Complex, Istanbul Affluence : 350 Arbitrage : Pandžić, Šatordžija |

| 14 février 2016 19h30 | Flensburg-Handewitt | 37 - 27   | THW Kiel          | Flens-Arena, Flensbourg Affluence : 6 000 Arbitrage : López, Ramírez |
| 14 février 2016 19h30 | Lauge 9             | (17 - 14) | Domagoj Duvnjak 8 | Flens-Arena, Flensbourg Affluence : 6 000 Arbitrage : López, Ramírez |
| 14 février 2016 19h30 | ×3 ×4               | Rapport   | ×3 ×5             | Flens-Arena, Flensbourg Affluence : 6 000 Arbitrage : López, Ramírez |

### Journée 12
| 17 février 2016 18h30 | THW Kiel            | 26 - 24   | Wisła Płock    | Sparkassen-Arena, Kiel Affluence : 9 800 Arbitrage : Gousko, Repkin |
| 17 février 2016 18h30 | Domagoj Duvnjak, 10 | (14 - 14) | Tiago Rocha, 7 | Sparkassen-Arena, Kiel Affluence : 9 800 Arbitrage : Gousko, Repkin |
| 17 février 2016 18h30 | ×3                  | Rapport   | ×3 ×5          | Sparkassen-Arena, Kiel Affluence : 9 800 Arbitrage : Gousko, Repkin |

| 20 février 2016 17h00 | Paris Saint-Germain | 40 - 28   | Beşiktaş JK     | Halle Georges-Carpentier, Paris Affluence : 2 800 Arbitrage : Kiyashko, Kiselev |
| 20 février 2016 17h00 | Mikkel Hansen, 10   | (16 - 11) | Darko Đukić, 11 | Halle Georges-Carpentier, Paris Affluence : 2 800 Arbitrage : Kiyashko, Kiselev |
| 20 février 2016 17h00 | ×3 ×5               | Rapport   | ×2 ×3           | Halle Georges-Carpentier, Paris Affluence : 2 800 Arbitrage : Kiyashko, Kiselev |

| 20 février 2016 19h30 | RK Celje     | 26 - 30   | Flensburg-Handewitt  | Zlatorog Arena, Celje Affluence : 4 247 Arbitrage : Hansen, Pettersen |
| 20 février 2016 19h30 | Blaž Janc, 7 | (15 - 12) | Lasse Svan Hansen, 8 | Zlatorog Arena, Celje Affluence : 4 247 Arbitrage : Hansen, Pettersen |
| 20 février 2016 19h30 | ×3 ×6        | Rapport   | ×3 ×4                | Zlatorog Arena, Celje Affluence : 4 247 Arbitrage : Hansen, Pettersen |

| 21 février 2016 15h00 | Veszprém KSE      | 27 - 25   | RK Zagreb         | Veszprém Aréna, Veszprém Affluence : 5 019 Arbitrage : Johansson, Kliko |
| 21 février 2016 15h00 | Ivan Slišković, 7 | (16 - 12) | Quatre joueurs, 4 | Veszprém Aréna, Veszprém Affluence : 5 019 Arbitrage : Johansson, Kliko |
| 21 février 2016 15h00 | ×3 ×4             | Rapport   | ×3 ×6 ×1          | Veszprém Aréna, Veszprém Affluence : 5 019 Arbitrage : Johansson, Kliko |

### Journée 13
| 24 février 2016 18h30 | Beşiktaş JK    | 27 - 32 | THW Kiel       | Süleyman Seba Sport Complex, Istanbul Affluence : 320 Arbitrage : Madsen, Mortensen |
| 24 février 2016 18h30 | Darko Đukić, 9 | (14-17) | Marko Vujin, 6 | Süleyman Seba Sport Complex, Istanbul Affluence : 320 Arbitrage : Madsen, Mortensen |
| 24 février 2016 18h30 | ×3             | Rapport | ×3 ×5          | Süleyman Seba Sport Complex, Istanbul Affluence : 320 Arbitrage : Madsen, Mortensen |

| 27 février 2016 17h30 | Flensburg-Handewitt | 28 - 29 | Veszprém KSE   | Flens-Arena, Flensbourg Affluence : 6 300 Arbitrage : Gubica, Milosevic |
| 27 février 2016 17h30 | Rasmus Lauge, 8     | (12-10) | László Nagy, 9 | Flens-Arena, Flensbourg Affluence : 6 300 Arbitrage : Gubica, Milosevic |
| 27 février 2016 17h30 | ×3 ×2               | Rapport | ×3 ×1          | Flens-Arena, Flensbourg Affluence : 6 300 Arbitrage : Gubica, Milosevic |

| 27 février 2016 17h30 | Wisła Płock        | 22 - 27 | Paris Saint-Germain | Orlen Arena, Płock Affluence : 5 400 Arbitrage : Stark, Stefan |
| 27 février 2016 17h30 | Toledo, Racoțea, 5 | (12-16) | Mikkel Hansen, 8    | Orlen Arena, Płock Affluence : 5 400 Arbitrage : Stark, Stefan |
| 27 février 2016 17h30 | ×3 ×2              | Rapport | ×2                  | Orlen Arena, Płock Affluence : 5 400 Arbitrage : Stark, Stefan |

| 27 février 2016 20h00 | RK Zagreb            | 24 - 23 | RK Celje       | Arena Zagreb, Zagreb Affluence : 10 000 Arbitrage : Pavicevic, Raznatovic |
| 27 février 2016 20h00 | Stipe Mandalinić, 10 | (8-9)   | Žiga Mlakar, 7 | Arena Zagreb, Zagreb Affluence : 10 000 Arbitrage : Pavicevic, Raznatovic |
| 27 février 2016 20h00 | ×3 ×4                | Rapport | ×3 ×4          | Arena Zagreb, Zagreb Affluence : 10 000 Arbitrage : Pavicevic, Raznatovic |

### Journée 14
| 3 mars 2016 19h30 | THW Kiel           | 31 - 29   | RK Zagreb      | Sparkassen-Arena, Kiel Affluence : 10 285 Arbitrage : Badura, Ondogrecula |
| 3 mars 2016 19h30 | Domagoj Duvnjak 10 | (14 - 17) | Luka Sebetić 8 | Sparkassen-Arena, Kiel Affluence : 10 285 Arbitrage : Badura, Ondogrecula |
| 3 mars 2016 19h30 | ×3 ×5              | Rapport   | ×3 ×1          | Sparkassen-Arena, Kiel Affluence : 10 285 Arbitrage : Badura, Ondogrecula |

| 5 mars 2016 17h00 | Veszprém KSE | 27 - 25   | Wisła Płock     | Veszprém Aréna, Veszprém Affluence : 5 000 Arbitrage : Pandžić, Mošorinski |
| 5 mars 2016 17h00 | Momir Ilić 7 | (16 - 13) | Michał Daszek 7 | Veszprém Aréna, Veszprém Affluence : 5 000 Arbitrage : Pandžić, Mošorinski |
| 5 mars 2016 17h00 | ×3 ×2        | Rapport   | ×3 ×5           | Veszprém Aréna, Veszprém Affluence : 5 000 Arbitrage : Pandžić, Mošorinski |

| 5 mars 2016 18h00 | RK Celje        | 43 - 29   | Beşiktaş JK       | Zlatorog Arena, Celje Affluence : 2 800 Arbitrage : Krkacev, Kolevski |
| 5 mars 2016 18h00 | Gašper Marguč 8 | (21 - 14) | Nemanja Pribak 10 | Zlatorog Arena, Celje Affluence : 2 800 Arbitrage : Krkacev, Kolevski |
| 5 mars 2016 18h00 | ×3 ×6           | Rapport   | ×3 ×7             | Zlatorog Arena, Celje Affluence : 2 800 Arbitrage : Krkacev, Kolevski |

| 6 mars 2016 17h00 | Paris Saint-Germain | 35 - 32   | Flensburg-Handewitt          | Halle Georges-Carpentier, Paris Affluence : 4 000 Arbitrage : Nikolić, Stojković |
| 6 mars 2016 17h00 | Samuel Honrubia 8   | (16 - 16) | Anders Eggert, Kentin Mahé 5 | Halle Georges-Carpentier, Paris Affluence : 4 000 Arbitrage : Nikolić, Stojković |
| 6 mars 2016 17h00 | ×3 ×2               | Rapport   | ×2 ×6                        | Halle Georges-Carpentier, Paris Affluence : 4 000 Arbitrage : Nikolić, Stojković |